# Arqueologia industrial

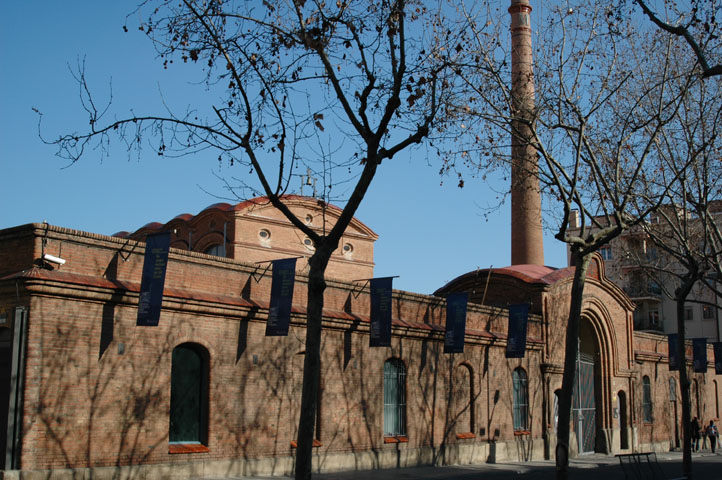
Vapor Aymerich, Amat i Jover, seu del Museu Nacional de la Ciència i la Tècnica de Catalunya, a Terrassa.

L'arqueologia industrial és la disciplina que estudia els vestigis produïts per la societat contemporània fruit de l'avançament tecnològic i social arran la Revolució Industrial. Basa el seu mètode de treball en la compilació de fonts documentals (textuals, gràfiques, audiovisuals, orals), el treball de camp a través de la localització, anàlisi i estudi dels edificis (prospecció, estratigrafia murària o excavació) i la relació entre el lloc i l'espai que l'envolta. Per tant, l'arqueologia industrial estudia un ampli àmbit cronològic que abraça des del segle xviii fins que les instal·lacions i maquinàries industrials hagen quedat obsoletes.
Una vegada realitzada aquesta primera tasca de catalogació, si la resta industrial té una importància significativa a la localitat on està situada, se li assigna el mot de bé de Patrimoni Industrial amb la finalitat de recuperar-lo i preservar-lo, ja siga musealitzant-lo o conservant la seua estructura per a altres finalitats i, així, mantindre'l amb una determinada funcionalitat alhora d'integrar-se al paisatge urbà de la localitat. És per això, que no s'ha de confondre arqueologia industrial amb Patrimoni Industrial, encara que ben bé són dues competències complementàries.

## Història
És a Anglaterra on comencen a sorgir les primeres veus en defensa de les restes del passat industrial. Després de la Segona Guerra Mundial, Gran Bretanya es trobava en un procés de renovació urbana i industrial, el que comportava la destrucció de significatius vestigis de la Revolució industrial. El moment culminant es va produir el gener de 1960, arran la demolició de l'estació Euston de Londres. Totes aquestes accions van motivar que professionals de diversos camps denunciaren aquesta situació per considerar-lo com a part del patrimoni cultural. En va sortir un ampli moviment popular en defensa del patrimoni industrial.

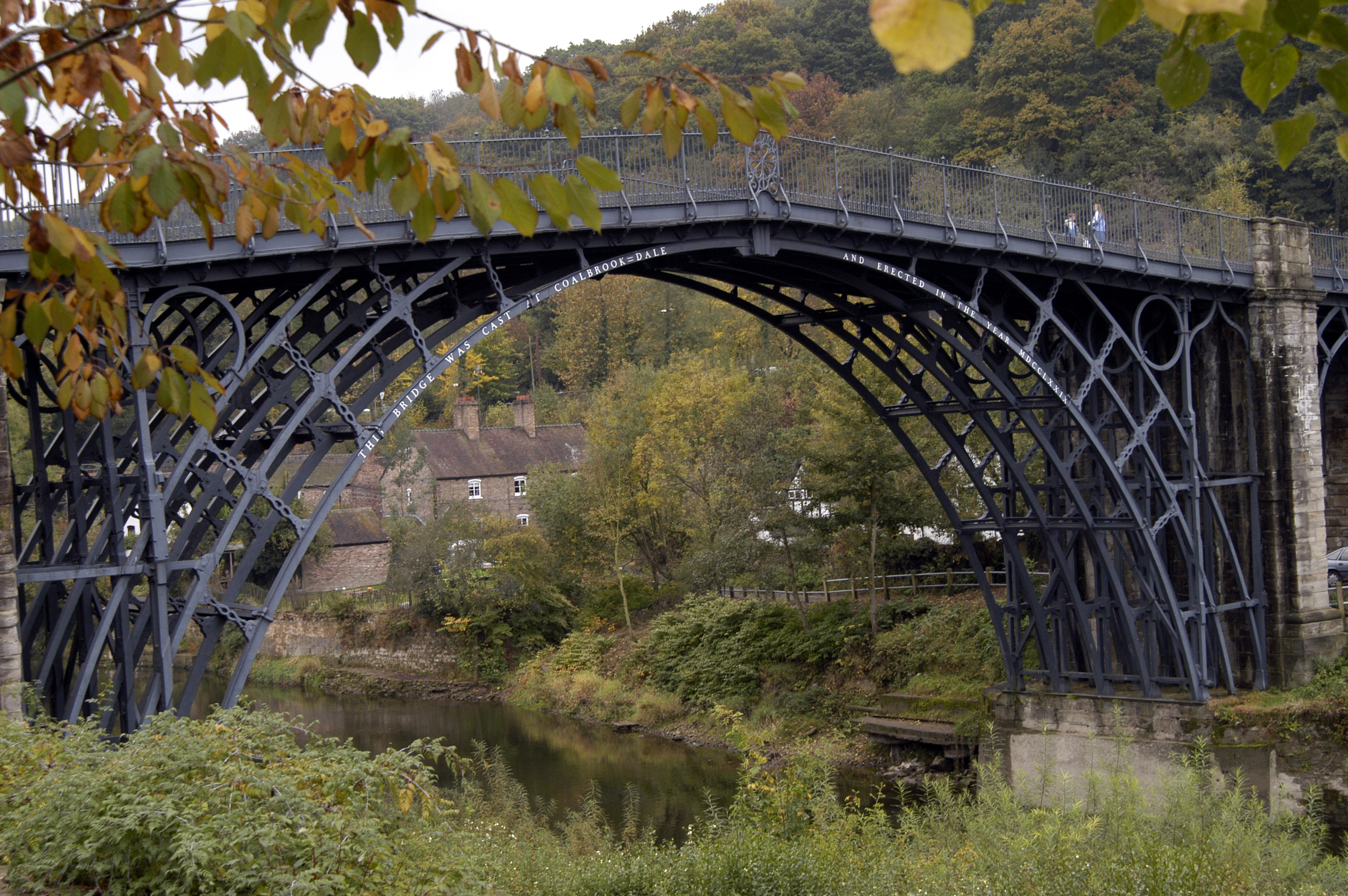
IronBridge, el primer pont de ferro de l'era industrial i el primer bé industrial en ser Patrimoni de la Humanitat de la UNESCO.

És en un article de Michael Rix, escrit el 1953, quan apareix per primera vegada la terminologia arqueologia industrial. Deu anys després, Kenneth Hudson publica el primer llibre sobre arqueologia industrial: Industrial archaeology, i funda la primera revista sobre la matèria: The journal of industrial archaeology. Alhora, innumerables organitzacions i associacions sorgeixen per protegir el passat industrial, es realitza un Índex de Monuments Industrials i, el 1966, ja és una disciplina acadèmica a la Universitat de Bath.
Arran d'aquests treballs i d'altres, l'arqueologia industrial va superar les fronteres de les illes britàniques i va començar a expandir-se a gran part d'Europa i Amèrica del Nord i així esdevé una disciplina internacional a la darreria dels anys seixanta. Es formen les primeres associacions a països de gran empenta industrial com Alemanya o França i s'organitzen una gran quantitat de congressos a nivell regional, nacional i internacional.
El 1973, es crea el Comitè Internacional per a la Conservació del Patrimoni Industrial (TICCIH, de les seues sigles en anglès: The International Committee for the Conservation of the Industrial Heritage), amb l'objectiu de «promoure i fer progressar l'educació i la cooperació internacional de persones per protegir, conservar, investigar, documentar i fer recerca sobre tots els aspectes del patrimoni industrial arreu del món».
El 1968 la UNESCO va reconèixer la disciplina oficialment, quan atorgà al Congost d'Ironbridge (Ironbridge Gorge) el títol de Patrimoni de la Humanitat, el primer bé industrial considerat com a tal. A partir d'aleshores, al voltant de trenta complexos industrials són inclosos al Catàleg de Béns de la Humanitat de la UNESCO sent, Anglaterra, l'estat que compta amb més béns protegits.

### Estat espanyol

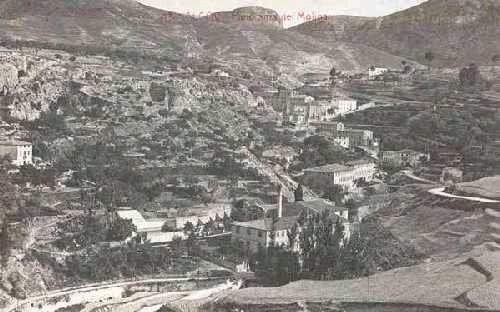
Vista de les fàbriques del Molinar d'Alcoi, el bressol industrial del País Valencià, a principis del.

Al territori espanyol, és a Catalunya on neix la primera associació d'arqueologia industrial. Fundada en 1979, l'Associació del Museu Nacional de la Ciència i la Tècnica de Catalunya i de l'Arqueologia Industrial de Catalunya (AMCT), estudia, preserva, difon i, si escau, reutilitza el Patrimoni industrial de Catalunya sent una de les tasques de major importància la xarxa de vint-i-cinc museus d'Arqueologia Industrial arreu del Principal, amb seu a la ciutat de Terrassa.
Al País Valencià, apareix en 1990 l'Associació Valenciana d'Arqueologia Industrial (AVAI). Durant vuit anys va fer un seguit de treballs d'investigació i excavació al Riu Molinar d'Alcoi o inventaris per les comarques centrals del País Valencià com l'Alcoià, el Comtat o La Vall d'Albaida, que encara es porten a cap; també realitzà congressos (el I a Alcoi en 1990 i el II a Sagunt en 1994) i diverses publicacions, entre les quals destaca, l'Enciclopèdia Valenciana d'Arqueologia Industrial, la primera enciclopèdia especialitzada en aquesta matèria de tot l'estat espanyol. Després de dotze anys d'inactivitat, des d'abril de 2010 ha reprès novament la seua activitat.
A poc a poc, van anar sorgint Associacions en defensa del patrimoni industrial a tot l'estat espanyol. De totes elles s'ha de destacar INCUNA a Astúries i l'Associació Basca de Patrimoni Industrial i Obra Pública IOHLEE (Industri Ondare eta Herri Laneko Euskal Elkartea).

## Àmbit d'estudi
L'arqueologia industrial abraça un espai temporal delimitat entre els primers elements preindustrials, al segle xviii, fins aquells aparells que han estat desfasats o substituïts per d'altres més moderns. L'estudi se centrarà en els productes de la societat industrial-capitalista per tal de contextualitzar-los i, així, entendre i aprofundir en els canvis socials i antropològics que van produir.
Per tant, els principals elements competents de l'Arqueologia industrial seran les fàbriques i tot el que l'envolta: des de la maquinària, els fumerals o els equipaments del seu voltant (quan les màquines eren mogudes per la força hidràulica: séquies, aljubs, preses, etc.), fins a la divisió laboral i espacial endins d'ella. Els molins hidràulics de la preindustrialització, majorment fariners, però també paperers, batans o fàbriques de llum.
Altres centres productius, molt específics, com els teulars, les foneries, les pedreres, les almàsseres o les centrals elèctriques.
La transformació del paisatge urbà i, especialment, rural, amb els motors de reg, aqüeductes, séquies, sénies, llavadors, fonts i totes aquelles infraestructures hidràuliques. Els mitjans de comunicació com carreteres, ferrocarrils (vies, estacions, vagons...), ponts, casetes de peons caminers, etc.
Els equipaments de sanejament urbà com els escorxadors, cementeris, mercats o hospitals.
Centres d'estudi i de gestió com escoles i ajuntaments. Els llocs d'esplai de totes les classes socials: cinemes, teatres, casinos, cercles industrials, ateneus, etc. I, finalment, els seus propis habitatges, tant els burgesos com els barris i colònies obreres.